# Calliostoma lepton
Calliostoma lepton is een slakkensoort uit de familie van de Calliostomatidae. De wetenschappelijke naam van de soort is voor het eerst geldig gepubliceerd in 2012 door Vilvens.